# ティアマット (バンド)
ティアマット（Tiamat）は、スウェーデン出身のヘヴィメタル・バンド。
結成当初はブラックメタルをプレイし、デスメタル/ドゥームメタルから、ゴシックメタルへと変遷している。

## 略歴

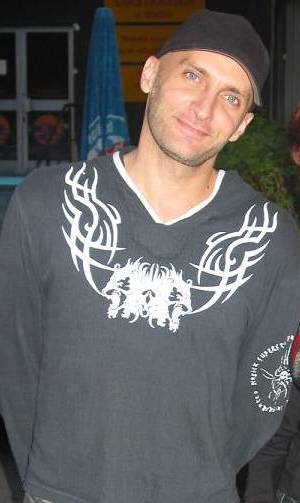
創始者ヨハン・エドルンド(Vo/G) 2008年

1987年、ヨハン・エドルンド (Vo/G)、ヨルゲン・スルベリ (B)、ステファン・ラゲルグレン (G)、アンデシュ・ホルムベリ (Ds)で、ブラックメタルバンド、トレブリンカ (Treblinka)を結成。
1989年にデビューアルバムの自主制作開始。録音後、ラゲルグレンとホルムベリが脱退。これを契機にバンド名をティアマット (Tiamat)に改名する。
1990年にイギリスのCMFTプロダクションズから1stアルバム『Sumerian Cry』をリリースしデビューした。バンドのスタイルはエドルンドのリーダーシップによってシュメール神話を歌詞のテーマにし、マーシフル・フェイト、キャンドルマス、ピンク・フロイド、キング・クリムゾンの影響を感じさせるデスメタル・スタイルになっている。この後、センチュリー・メディア・レコードと契約。
1992年、スルベリが脱退。オリジナルメンバーはエドルンドだけとなる。
1994年、4thアルバム『Wildhoney』をリリース。このアルバムは当時の主流に無いサウンドとして話題になった。翌年にはヴァッケン・オープン・エアに出演。
1997年、5thアルバム『A Deeper Kind of Slumber』をリリース。この後のアルバムは以前プレイしていたようなエクストリーム・メタルの路線をやめ、ゴシック・ロックの方向へと進んでいくことになる。最近のアルバムはシスターズ・オブ・マーシーやピンク・フロイドの影響が見られるものとなっている。
2007年にドイツのニュークリア・ブラストと契約し、翌年、9thアルバム『Amanethes』をリリース。
アルバム1枚でニュークリア・ブラストから離脱し、オーストリアのナパーム・レコードに移籍。2012年に10thアルバム『The Scarred People』をリリースした。
2014年、創始者のヨハン・エドルンドが健康上の理由により休養。バンドは活動を停止する。
2015年、新アルバムの制作を開始し、活動再開を公表。

## メンバー

### 現ラインナップ
- ヨハン・エドルンド (Johan Edlund) - ボーカル/ギター/キーボード (1987- )
- ロジャー・オイェルソン (Roger Öjersson) - ギター/キーボード/他 (2011- )
元々サポートとして参加していた。
- アンデシュ・イワース (Anders Iwers) - ベース (1996- )
実弟にピーター・イワースがいる。
- ラーシュ・ショルド (Lars Skjöld) - ドラムス (1994- )

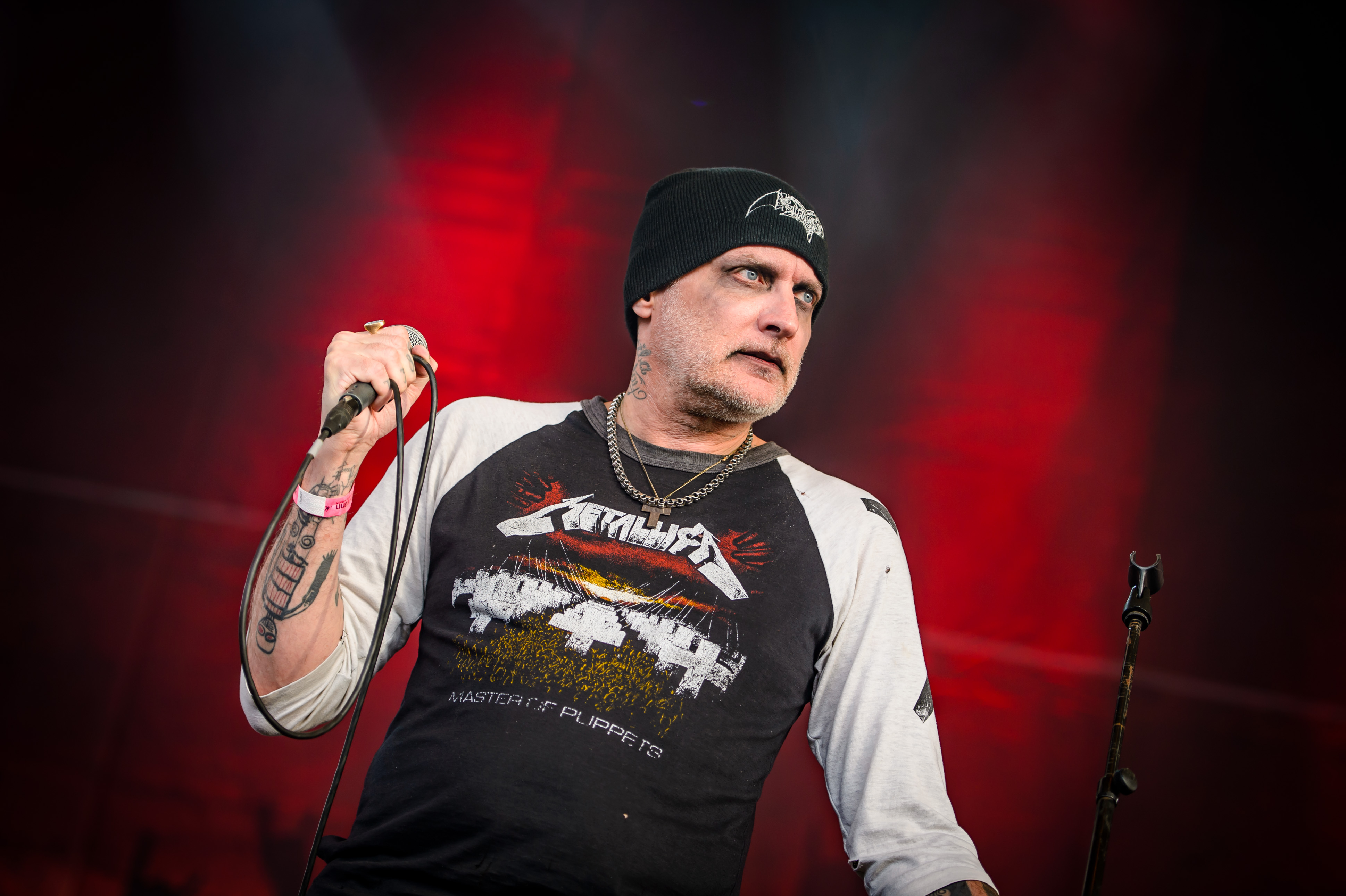
ヨハン・エドルンド (Vo) 2018年
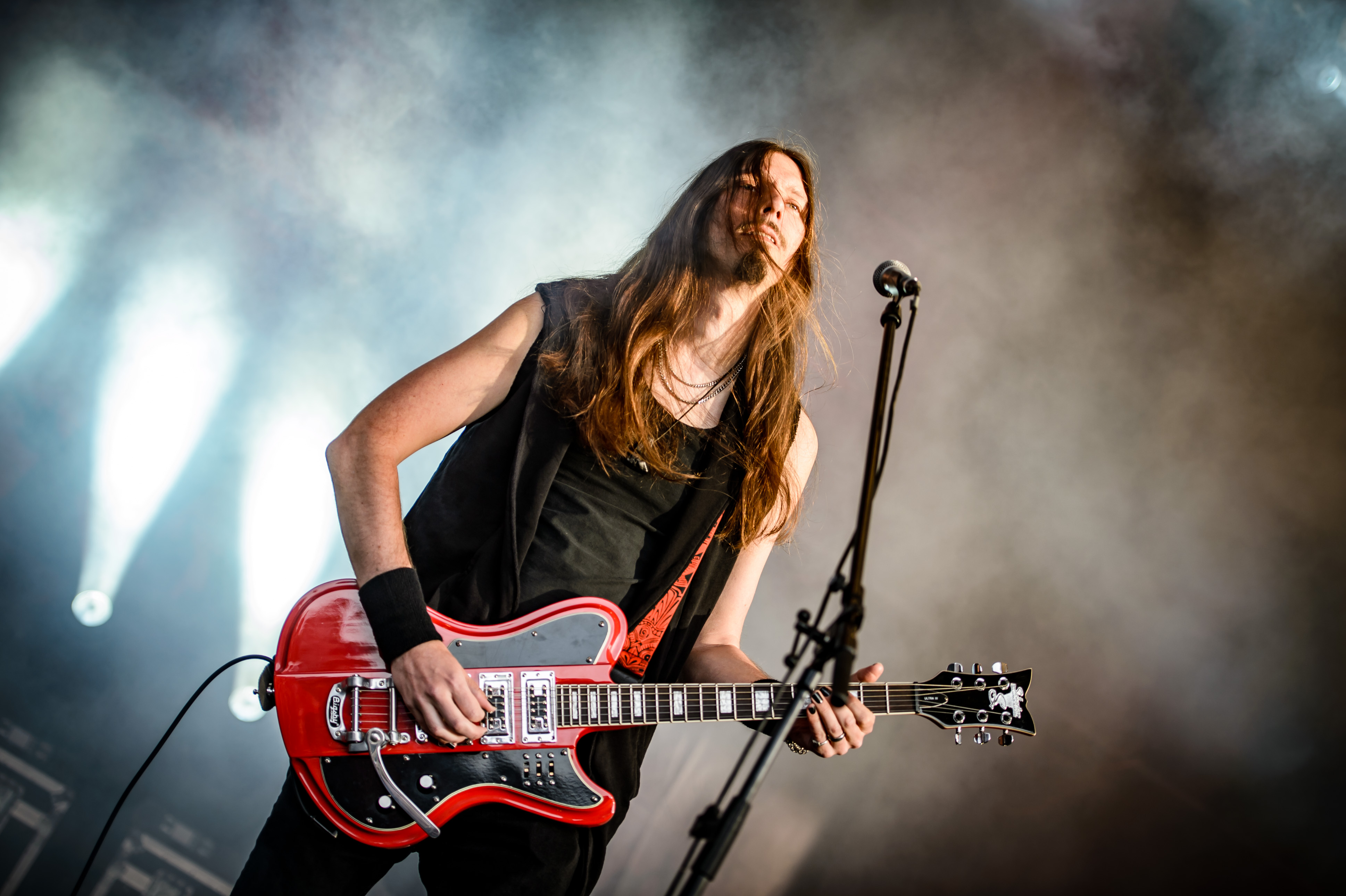
ローゲル・オイェション (G) 2018年
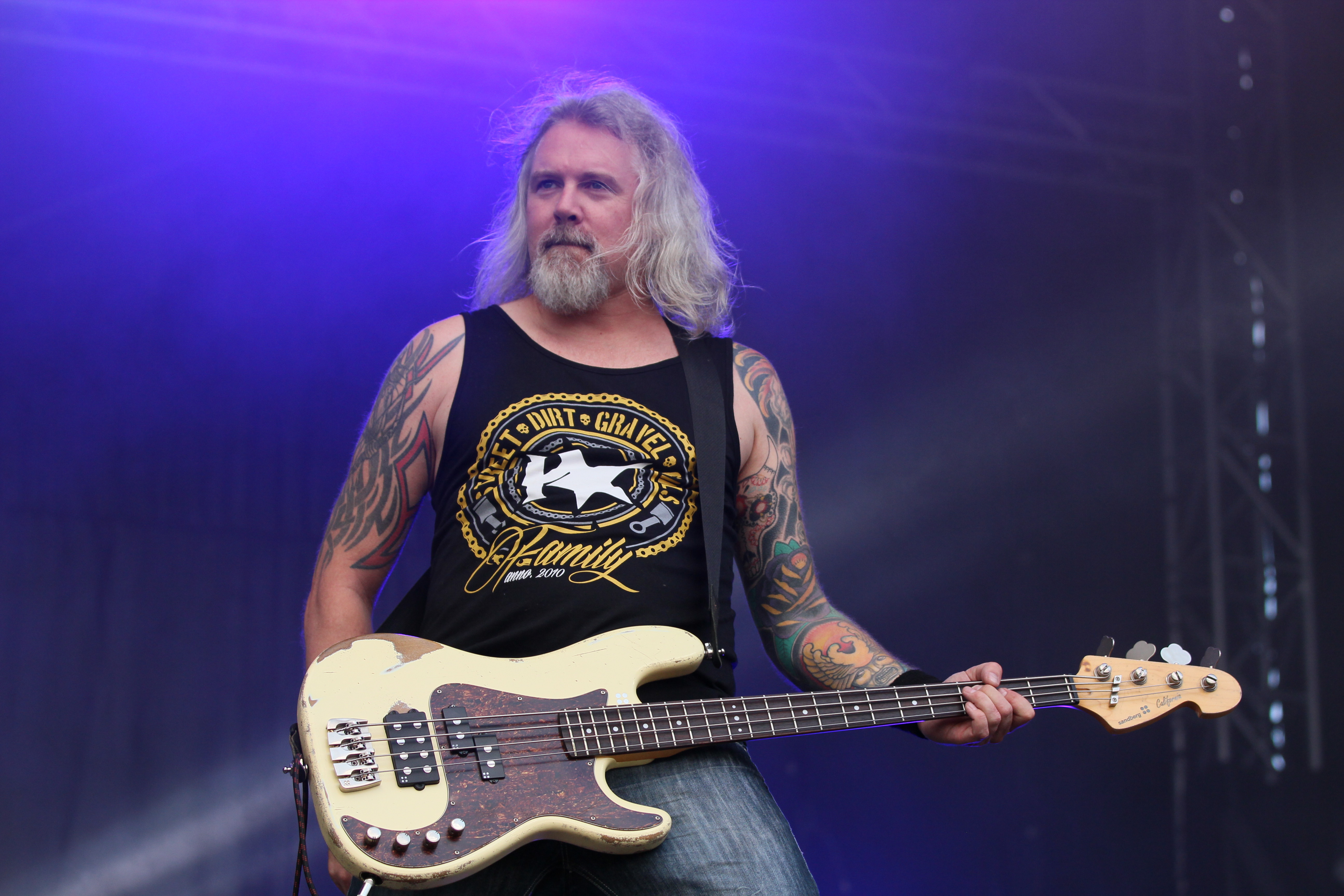
アンデシュ・イワース (B) 2014年
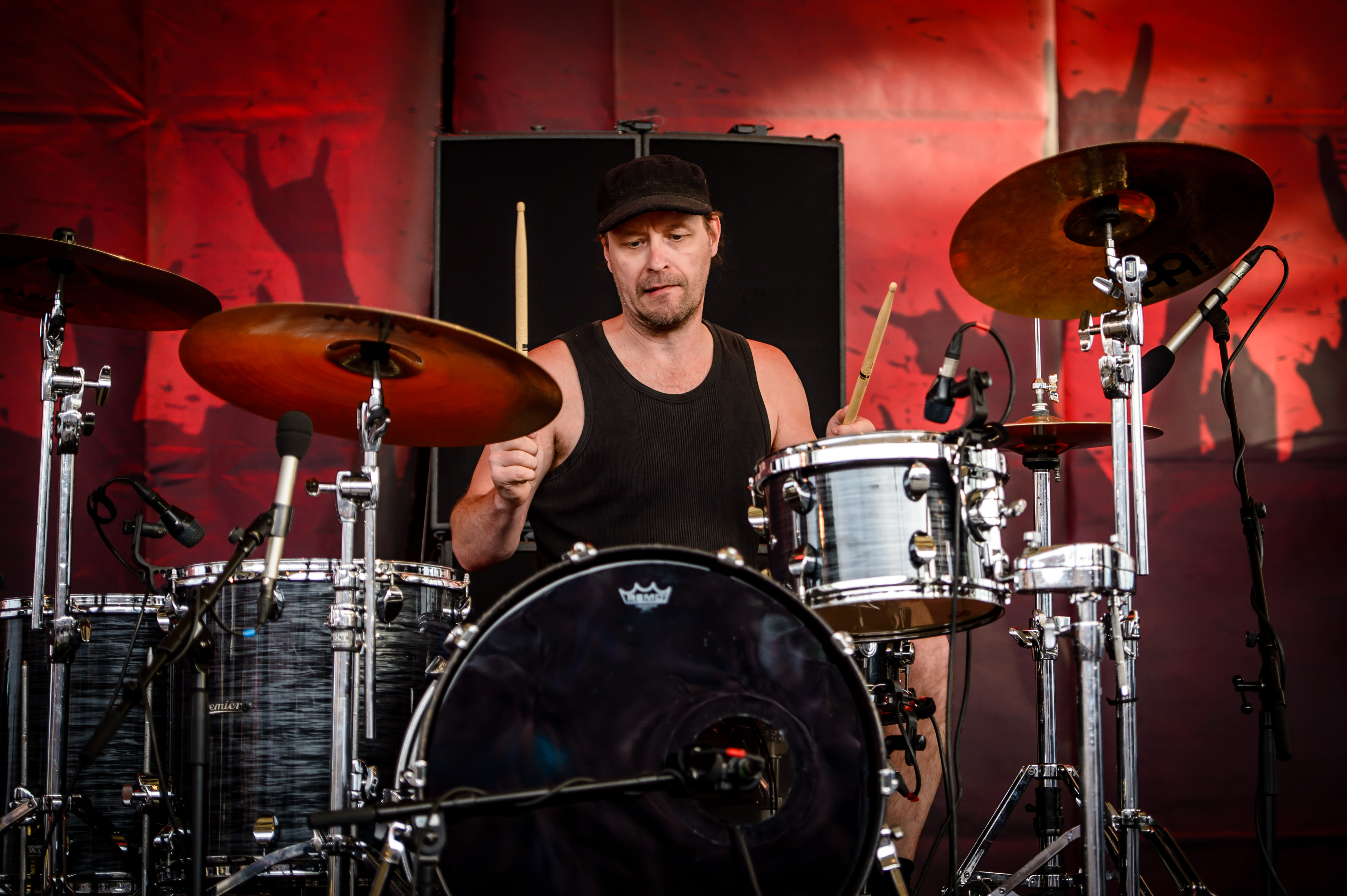
ラーシュ・ショルド (Ds) 2018年

### 旧メンバー
- ステファン・ラゲルグレン (Stefan Lagergren) - ギター (1987-1990)
- トマス・ペテション (Thomas Petersson) - ギター (1990-1994, 1996-2008)
- ヨルゲン・スルベリ (Jörgen Thullberg) - ベース (1987-1992)
- ヨニー・ハゲル (Johnny Hagel) - ベース (1992-1996)
- ケネス・ルース (Kenneth Roos) - キーボード (1992-1994)
- P・A・ダニエルソン (P.A. Danielsson) - キーボード (1994-1995)
- アンデシュ・ホルムベリ (Anders Holmberg) - ドラムス (1987-1990)
- ニクラス・エクストランド (Niklas Ekstrand) - ドラムス (1990-1994)

## ディスコグラフィー

### アルバム
- 1990年　Sumerian Cry - 自主制作
- 1991年　The Astral Sleep
- 1992年　Clouds
- 1994年　Wildhoney
- 1997年　A Deeper Kind of Slumber
- 1999年　Skeleton Skeletron
- 2002年　Judas Christ
- 2003年　Prey
- 2008年　Amanethes
- 2012年　The Scarred People[2]